# 佩尼恩日諾
佩尼恩日諾（波蘭語：Pieniężno，波蘭語發音：[pʲɛˈɲɛ̃ʐnɔ]，德語發音：[ˈmeːlˌzak] ⓘ，梅尔萨克）是波蘭瓦爾米亞-馬祖里省的城鎮，位於該國北部，面積3.83平方公里，鎮上的條頓騎士團城堡建於1302年，2006年人口2,915。

## 外部連結
- Municipal website

54°14′N 20°08′E / 54.233°N 20.133°E